# Quezailica
Quezailica är en ort i Honduras.   Den ligger i departementet Departamento de Copán, i den västra delen av landet, 190 km nordväst om huvudstaden Tegucigalpa. Quezailica ligger 669 meter över havet och antalet invånare är 1 115.
Terrängen runt Quezailica är kuperad. Runt Quezailica är det ganska glesbefolkat, med 43 invånare per kvadratkilometer. Närmaste större samhälle är Santa Rosa de Copán, 13,9 km söder om Quezailica.  